# Peștera Aggertal
Aggertal  este o peșteră care poate fi vizitată și care se află la câțiva kilometri vest de așezarea Ründeroth a comunei Engelskirchen în Valea Agger, districtul rural Oberbergischer Kreis în landul Renania de Nord - Westfalia din Germania.  

## Generalități
Peștera Aggertal se află în rezervația naturală "Altenberg în Walbachtal" care se întinde pe o suprafața de 47 ha. Pe lângă peștera principală mai există și câteva peșteri mai mici. Peștera a luat naștere prin fenomene carstice, care au loc prin procese de eroziune și dizolvare a rocilor calcaroase. Ea are o lungime de 1.071 m cu înălțimea maximă este de 37 m. În peșteră există relativ puține stalactite și se apreciază că ea s-au format în perioada devoniană. În peșteră există o temperatură aproape constantă  de 6 - 8 o. De la intrare spre interior peștera are o diferență de nivel de 270 m. Din anul 1995 este studiată și protejată de un institut științific.